# Dolichomitus crassus
Dolichomitus crassus là một loài tò vò trong họ Ichneumonidae.